# Ferrari 195 Inter
Ferrari 195 Inter – jeden z pierwszych modeli Ferrari przeznaczonych dla klientów indywidualnych. Zadebiutował w 1950 na salonie samochodowym w Paryżu jako następca modelu Ferrari 166 Inter. Pod maską umieszczono, znany z wcześniejszych modeli Ferrari, silnik V12 o mocy 130 KM. We wczesnych latach 50. wyprodukowano 24 egzemplarze auta. 

## Dane techniczne
Ogólne
- Lata produkcji: 1950–1951
- Cena w chwili rozpoczęcia produkcji (1950):
- Liczba wyprodukowanych egzemplarzy: 24
- Projekt nadwozia: Carrozzeria Touring
- Zbiornik paliwa: 82l
- Masa własna: 950 kg
- Ogumienie: 5.90 R 15

Osiągi
- Prędkość maksymalna: 186 km/h
- Moc maksymalna: 130 KM
- 0-100 km/h: 11,4 s
- Czas przejazdu 1/4 mili: 18,3 s

Napęd
- Typ silnika: V12
- Pojemność: 2 341 cm³
- Napęd: tylna oś

## Wartość obecna
Cena rynkowa za model w I stanie zachowania  (stan idealny, 100% oryginalnych części) 260 000 € (w roku 2005). W roku 2007 jeden z egzemplarzy został sprzedany za 429 000 $.